# Mannia paradoxa
Mannia paradoxa là một loài rêu trong họ Aytoniaceae. Loài này được R.M. Schust. mô tả khoa học đầu tiên năm 1985.